# Henri Ier de Limbourg
Henri Ier de Limbourg, né vers 1059, mort vers 1119, est comte de Limbourg et d'Arlon de 1082 à 1119 et duc de Basse-Lotharingie de 1101 à 1106. Il est le fils de Waléran Ier, comte d'Arlon et de Limbourg, et de Jutte ou Judith de Luxembourg.

## Biographie
Il s'oppose à Egilbert, archevêque de Trêves, à propos de bien qu'Adèle, une ancienne comtesse d'Arlon, avait donné à l'église de Trêves puis repris. Egilbert le somme de restituer ces biens, l'excommunie, mais le comte ne cède point. Egilbert est obligé de prendre les armes et lui inflige une sérieuse défaite.
En tant qu'avoué de l'abbaye de Saint-Trond, charge qu'il a hérité de son père, il intervient dans les affaires internes de cette abbaye. Hermann, l'abbé nommé par l'évêque de Metz Poppon et soutenu par Godefroy de Bouillon et Henri de Limbourg, mécontente l'empereur, lequel met l'abbaye sous l'autorité du comte de Looz Arnoul. Celui-ci vient à Saint-Trond et force Godefroy et Henri à se retirer.
Peu après, plusieurs grands féodaux de la région partent en croisade, conduits par Godefroy de Bouillon. Cela accroit l'autorité d'Henri de Limbourg sur le territoire de ce qui devait devenir la Belgique, et dont il abuse au détriment de plusieurs abbayes. L'empereur Henri IV doit intervenir pour mettre fin à ses agissements et prend Limbourg en juin 1101. Après avoir fait sa soumission, Henri de Limbourg rentre en grâce, et reçoit le duché de Basse-Lotharingie, devenu vacant depuis le départ de Godefroy de Bouillon en croisade. À propos de ce duché, il était en rivalité avec Godefroy de Louvain.
Il ne s'en montre pas forcément reconnaissant, car il hésite à prendre parti et à changer de camp lors des querelles qui opposent l'empereur Henri IV à son fils, le futur Henri V. Il finit cependant par se rallier définitivement à Henri IV.
En 1106, Henri IV meurt, et son fils attaque les partisans de son père. Ses domaines sont ravagés, Limbourg est pris et Henri est enfermé à Hildesheim. Le duché lui est retiré pour être confier à Godefroy de Louvain. Henri s'échappe et tente de reprendre la Basse Lotharingie, mais échoue, et doit faire la paix avec Henri V et Godefroy. Cependant, il conserve le titre ducal et se qualifie de duc de Limbourg.
Par la suite, il prend part à des révoltes contre l'empereur aux côtés de Lothaire de Saxe, et combat à Andernach (1114) et à Welphesholt (11 février 1115).

## Mariages et enfants
Il a épousé Adélaïde de Podenstein (1061 † 1106), fille de Boson de Potenstein, et de Judith de Schweinfurt, et a :
- Waléran II (1085 † 1139), duc de Limbourg et de Basse-Lotharingie ;
- Agnès († 1136), mariée à Frédéric de Putelendorf († 1125), puis à Walo de Veckenstedt († 1126) ;
- Adélaïde (1090 † avant 1146), mariée :
  - vers 1115 à Frédéric de Werl (nl) († 1124), comte d'Arnsberg (de),
  - Kuno († 1139), comte d'Horbourg,
  - vers 1140 à Conrad († 1159), comte de Dachau ;
- Mathilde (1095 † ), mariée à Henri de Namur, comte de la Roche.

Il a peut-être un autre fils Simon, qui s'engage dans la première croisade et devient connétable du royaume de Jérusalem.

## Sources
- Alphonse Wauters, « Henri Ier », Académie royale de Belgique, Biographie nationale, vol. 9, Bruxelles, 1887 [détail des éditions], p. 146-149.
- Généalogie de la maison de Limbourg.